# Sabando de Yuso
Sabando de Yuso es un despoblado que actualmente forma parte del concejo de Sabando, que está situado en el municipio de Arraya-Maestu, en la provincia de Álava, País Vasco (España).

## Historia
Documentado desde 1025 (Reja de San Millán), junto con su pueblo hermano (actual Sabando), se desconoce cuándo se despobló.